# کتاب تریاق
کتاب الدریاق (به عربی: کتاب الدریاق یا «کتاب تریاق»)، کتابی از ضد سم های جالینوسی است، یک کتاب عربی قرون وسطایی که ظاهراً بر اساس نوشته‌های جالینوس  تالیف شده است. در این اثر استفاده از تریاق (Theriac) که یک ترکیب دارویی باستانی است و در ابتدا به عنوان درمانی برای نیش مارهای سمی استفاده می شده توضیح داده شده است.

## نسخه ها
دو نسخه خطی مصور از این کتاب موجود است که به شمال عراق و سوریه منسوب هستند. این نسخ با مینیاتورهای زیبایی که زمینه اجتماعی پزشکی سنتی را در زمان نشر آنها انعکاس می‌دهد، آراسته شده اند. این کتاب ها پزشکان مختلف دوران باستان، از جمله پزشکان یونانی مانند اندروماخس بزرگ، و تکنیک های پزشکی آنها را توصیف می کند.